# 60e méridien est
En géographie, le 60e méridien est est le méridien joignant les points de la surface de la Terre dont la longitude est égale à 60° est.

## Géographie

### Dimensions
Comme tous les autres méridiens, la longueur du 60e méridien correspond à une demi-circonférence terrestre, soit 20 003,932 km. Au niveau de l'équateur, il est distant du méridien de Greenwich de 6 679 km,.
Avec le 120e méridien ouest, il forme un grand cercle passant par les pôles géographiques terrestres.

### Régions traversées
En commençant par le pôle Nord et descendant vers le sud au pôle Sud, Le 60e méridien est passe par:
| Coordonnées          | Pays, territoire ou mer | Notes |
| -------------------- | ----------------------- | --- |
| 90° 00′ N, 60° 00′ E | Océan Arctique          | |
| 81° 18′ N, 60° 00′ E | Russie                  | Île Hofmann, Île Wilczek et Île Salm , Terre François-Joseph                                                |
| 79° 53′ N, 60° 00′ E | Mer de Barents          | |
| 76° 07′ N, 60° 00′ E | Russie                  | Île Severny, Nouvelle-Zemble                                                                                |
| 74° 42′ N, 60° 00′ E | Mer de Kara             | |
| 70° 05′ N, 60° 00′ E | Russie                  | Île Vaïgatch                                                                                                |
| 69° 41′ N, 60° 00′ E | Mer de Barents          | Mer de Pechora                                                                                              |
| 68° 41′ N, 60° 00′ E | Russie                  | |
| 50° 49′ N, 60° 00′ E | Kazakhstan              | La frontière avec l'Ouzbekistan est dans la Mer d'Aral                                                      |
| 44° 55′ N, 60° 00′ E | Ouzbékistan             | |
| 42° 13′ N, 60° 00′ E | Turkménistan            | Sur environ 6km                                                                                             |
| 42° 09′ N, 60° 00′ E | Ouzbékistan             | Sur environ 6km                                                                                             |
| 42° 05′ N, 60° 00′ E | Turkménistan            | Sur environ 9km                                                                                             |
| 42° 00′ N, 60° 00′ E | Ouzbékistan             | Sur environ 5km                                                                                             |
| 41° 57′ N, 60° 00′ E | Turkménistan            | |
| 37° 02′ N, 60° 00′ E | Iran                    | |
| 25° 23′ N, 60° 00′ E | Océan Indien            | Passe juste à l'est de la côte de Oman                                                                      |
| 60° 00′ S, 60° 00′ E | Océan Austral           | |
| 67° 24′ S, 60° 00′ E | Antarctique             | Territoire Antarctique australien, Revendications territoriales en Antarctique revendiqués par l' Australie |